# Kiichi Yajima
Kiichi Yajima (født 6. april 1995) er en japansk fodboldspiller.
Han har spillet for flere forskellige klubber i sin karriere, herunder FC Tokyo.